# 正義迴廊
《正義迴廊》（英語：The Sparring Partner）是一部2022年香港律政懸疑犯罪片，由美亞娛樂出品，何爵天首部導演作品，翁子光監製，楊偉倫、麥沛東、蘇玉華及周文健領銜主演，林海峰及葉蘊儀特別演出，故事改編自2013年「大角咀肢解父母案」，第46屆香港國際電影節開幕電影。本片獲電影發展基金批出250萬元融資金額，由高先電影及美亞娛樂聯合發行，於2022年10月27日在香港正式上映。

## 劇情
謀殺雙親案案情撲朔迷離，兩位大律師分別代表張顯宗及唐文奇二人上庭辯護，九位不同背景的陪審員同時陷入對與錯的正義思辯。

## 演員表

### 領銜主演
| 演員   | 角色   | 備註 |
| 楊偉倫 | 張顯宗 | Henry 「逆子弒親案」第一被告 智力127 張顯祖之弟，與其不和 張權貴、邵雪兒之次子，並利用唐文奇寓所殺害及肢解他們 邵珮琼之表弟 吳冠峰之客戶 崇拜希特拉 在澳洲讀書期間遭受歧視及欺凌 因炒股票嚴重虧蝕而無力供樓，張權貴及邵雪兒決把嘉湖山莊物業讓給張顯祖而動殺機 被裁定謀殺罪成立，判處終身監禁 角色原型為周凱亮          |
| 麥沛東 | 唐文奇 | Angus 「逆子弒親案」第二被告 智力中下（智商84）人士，從事會計 唐文珊之弟 被張顯宗利用其寓所殺害及肢解張權貴、邵雪兒伉儷 被張釗精神虐待，承認與張顯宗合作殺害及肢解張權貴、邵雪兒伉儷 游嘉莉之客戶 Mika之前男友 被裁定謀殺罪不成立，阻止合法埋葬屍體罪判囚一年，因已被拘留兩年，已覆蓋其刑期，當庭釋放 角色原型為謝臻麒 |
| 蘇玉華 | 游嘉莉 | 資深大律師 唐文奇之代表律師 角色原型為郭莎樂 |
| 周文健 | 朱愛倫 | 律政司刑事檢控科檢控官 陳玉瑜之上司 操流利英語，但廣東話欠佳 角色原型為Mr. Michael Arthur |

### 特別演出
| 演員   | 角色   | 備註                                                  |
| 林海峰 | 吳冠峰 | 大律師 張顯宗之代表律師 賀敏兒之師父 角色原型為黎德誠 |
| 葉蘊儀 | 葉惠萍 | 陪審團成員 退休教師兼家庭主婦                         |

### 主演
| 演員        | 角色   | 備註 |
| 蔡紫晴      | 陳玉瑜 | 律政司刑事檢控科大律師 朱愛倫之助手                                                                                      |
| 邵仲衡      | 張釗   | 沙塵釗、刀哥、金刀大俠 重案組警長 闞sir之下屬 O仔之上司 精神虐待唐文奇，令其承認與張顯宗合作殺害及肢解張權貴、邵雪兒伉儷 |
| 朱栢謙      | 張顯祖 | 張權貴、邵雪兒之長子 張顯宗之兄，與其不和 邵佩琼之表弟 角色原型為周凱膺                                                  |
| 楊詩敏      | 唐文珊 | 唐文奇之姊 |
| 莊韻澄      | 邵佩琼 | 張顯祖、張顯宗之表姊 張權貴、邵雪兒之姪女 虔誠基督徒 角色原型為蕭穎君                                                    |
| 區紹熙      | 張權貴 | 邵雪兒之夫 張顯祖之父 張顯宗之父，被其於唐文奇之寓所殺害及肢解 邵佩琼之姑丈 角色原型為周榮基                             |
| 陳甘鳳      | 邵雪兒 | 張權貴之妻 張顯祖之母 張顯宗之母，被其於唐文奇之寓所殺害及肢解 邵佩琼之姑媽 角色原型為蕭月兒                             |
| 陳桂芬      | 孫豔娥 | 陪審團成員 前校長 |
| 區焯文      | 麥兆雄 | 陪審團主席 |
| 黃宇詩      | 廖美欣 | 陪審團成員 |
| 鍾雪瑩      | 鄭家雯 | 陪審團成員 |
| 邱萬城      | 李建成 | 陪審團成員 商人 |
| 林善        | 高思鈞 | 陪審團成員 哲學系畢業生                                                                                                  |
| 黃華和      | 何富   | 陪審團成員 退休人士 |
| 張凱娸      | 古嘉欣 | 陪審團成員 辦公室女郎 |
| 王雍泰      | O仔    | 重案組警員 闞sir、張釗之下屬 區嘉雯角色之子                                                                              |
| 柯驛誼      | Kate   | 記者 Amanda之下屬 於結局為「逆子弒親案」後續案件「記者藐視法庭案」之被告 賀敏兒之客戶                                    |
| 梁雍婷      | 賀敏兒 | 吳冠峰之徒弟 於結局為「逆子弒親案」後續案件「記者藐視法庭案」之辯護律師 Kate之代表律師 角色原型為麥高義                  |
| 張同祖      | 法官   | 角色原型為司徒冕 |
| 鄒凱光      | 闞sir  | 重案組高級警司 張釗、O仔之上司                                                                                           |
| 劉錫賢      | 蕭生   | 電影監製 張顯宗試鏡的面試官 角色原型為蕭若元 劉錫賢本人亦曾參與《3D肉蒲團之極樂寶鑑》演出                                |
| 羅頌欣      |        | 秘書 |
| 鄧月平      | Mika   | 唐文奇前女友 |
| 郭慧        | Amanda | 雜誌總編 Kate之上司 角色原型為張劍虹                                                                                     |
| 區嘉雯      |        | O仔之母 |
| 張武孝      | 鍾家良 | 精神病學系醫生 專家證人                                                                                                  |
| 何啟南      | 陳錦雄 | 臨床心理學家 專家證人 |
| 黃以文      | 張堅洪 | 青山醫院前院長 專家證人                                                                                                  |
| 許素瑩      | 蕭敏敏 | 小欖醫院顧問醫生 專家證人                                                                                                |
| 周厚仁      | 雷學風 | 小欖醫院顧問醫生 專家證人                                                                                                |
| 黃婉華      |        | 法庭傳達員 |
| 孫禾頤      |        | 性感女郎 於張顯宗幻想情節中出現                                                                                          |
| Maria Smith |        | 納粹女兵 於張顯宗幻想情節中出現                                                                                          |
| 馬錫忠      |        | 婚姻登記處官員 |

## 製作
2020年12月25日電影開鏡。新晉導演何爵天此前已作為此片監製翁子光的副導演多年。《正義迴廊》改編自2013年在香港大角咀發生的命案，涉及謀殺雙親、分屍、藏屍，此案當年轟動全港。
翁子光透露，當天到處敲門為《正義迴廊》找投資者，處處碰壁，用了買樓的積蓄投資，之後感謝美亞娛樂老闆李國興，答應投資這電影的部分費用，還有電影基金，以及兩匿名白武士，最後仍差100萬，「我膽粗粗打電話問K先生，他對我一直錯愛，在電話裏只說了兩句話，『聽日過數』、『不用多謝我、也不用提我，努力為香港拍一部好戲』」。網友紛紛競猜誰是K先生，有人暗示是同樣熱愛香港電影，樂於助人實現夢想的古天樂，或者是憑《踏血尋梅》贏到首個金像影帝，又唱過《奇洛李維斯回信》及《錯愛的呼喚》的郭富城，郭富城接受傳媒訪問時，就此回應K先生是投資電影人，但他本人不是投資電影的人，強調以演員身份支持新導演。坊間便以不同理據推算到底是古天樂還是郭富城，翁子光以他本人投資開電影回應，相信是古天樂本人，而郭富城亦已親口否認。由於電影中涉及謀殺肢解雙親，肯定不能通過中國大陸電影審查，所以只能依靠香港本地及海外賣埠市場。
此片為麥沛東、蘇玉華、林海峰、蔡紫晴、朱栢謙、黃宇詩、鍾雪瑩、張凱娸、柯驛誼、梁雍婷及區嘉雯首部參演三級片之作品；王雍泰首部參演電影兼首部三級片之作品；同時為區紹熙之遺作。
何爵天為了令演員能夠於短時間內投入演出，特意邀請毛曄穎於拍攝現場擔任演技導師。

## 發行
電影評級中根據《電影檢查條例》，本片列為只准18歲或以上人士觀看（III）。
本片在2022年8月30日於第46屆香港國際電影節作為開幕電影世界首映。發行商高先電影於同年9月1日宣佈於10月27日在香港及澳門正式上映，期間於同月開始上映優先場。
本片開畫日票房僅20萬，雖有口碑但成績未如理想，上映一周後卻扭轉頹勢，由2022年11月3日起連續四日登上單日票房冠軍，截至2022年11月6日累計票房$8,642,637，邁向千萬元大關。票房持續逆升創上映奇蹟，首週票房3,229,784，次週票房5,404,699，三週票房7,532,260，四週票房8,503,424，五週票房6,163,268，六週票房3,704,698。
上映至四週（截至11月18日），《正義迴廊》票房突破2000萬，成為香港第11部達2000萬的三級片。
截至11月27日，票房突破3000萬，是繼《闔家辣》、《阿媽有咗第二個》、《明日戰記》及《飯戲攻心》後，2022年第五部衝破3000萬票房的香港電影，同時是香港第8部3000萬的三級片。第六週票房擊敗《黑豹2：瓦干達萬歲》，重奪一週票房冠軍。
截至1月21日，累積票房已達4160萬，成為香港最賣座華語片第29位，打破2011年電影《3D肉蒲團之極樂寶鑑》的4107萬票房紀錄，榮登港產三級片冠軍寶座，並成為2022年第四部衝破4000萬票房的香港電影，創下香港電影史上紀錄。
| 上一届： 《黑亞當》            | 2022年香港一週票房冠軍 第44週    | 下一届： 《黑豹2：瓦干達萬歲》 |
| 上一届： 《黑亞當》            | 2022年香港週末票房冠軍 第45週    | 下一届： 《黑豹2：瓦干達萬歲》 |
| 上一届： 《黑豹2：瓦干達萬歲》 | 2022年香港一週票房冠軍 第48-49週 | 下一届： 《阿凡達：水之道》    |
| 上一届： 《黑豹2：瓦干達萬歲》 | 2022年香港週末票房冠軍 第49-50週 | 下一届： 《阿凡達：水之道》    |

華特迪士尼公司已購入本片獨家版權，並於2023年3月25日晚上9:30在Disney+獨家串流上線及迪士尼傳媒旗下衛視電影台獨家首播。

## 電影歌曲
| 曲別   | 歌名         | 作曲   | 作詞   | 編曲          | 歌曲監製             | 主唱   |
| ------ | ------------ | ------ | ------ | ------------- | -------------------- | ------ |
| 主題曲 | 《活誰的命》 | 馮之行 | 冬誠𤍤 | 馮之行 黃力勤 | 周錫漢 馮之行 黃力勤 | 洪嘉豪 |

## 獎項及提名
| 年份 | 頒獎典禮                          | 獎項                             | 入圍者                                                      | 結果 |
| ---- | --------------------------------- | -------------------------------- | ----------------------------------------------------------- | ---- |
| 2022 | 第46屆香港國際電影節              | 新秀電影競賽（華語）——最佳男演員 | 麥沛東                                                      | 獲獎 |
| 2022 | AEG 娛樂人氣王2022                | 最佳劇情電影                     | 《正義迴廊》                                                | 獲獎 |
| 2022 | AEG 娛樂人氣王2022                | 最佳新導演（電影）               | 何爵天                                                      | 獲獎 |
| 2022 | AEG 娛樂人氣王2022                | 最佳男演員（電影）               | 楊偉倫                                                      | 獲獎 |
| 2022 | AEG 娛樂人氣王2022                | 最佳新演員（電影）               | 麥沛東                                                      | 獲獎 |
| 2023 | 第29屆香港電影評論學會大獎        | 最佳編劇                         | 譚廣源、葉偉平、梁永豪                                      | 提名 |
| 2023 | 第29屆香港電影評論學會大獎        | 最佳男演員                       | 麥沛東                                                      | 提名 |
| 2023 | 第29屆香港電影評論學會大獎        | 推薦電影                         | 《正義迴廊》                                                | 獲獎 |
| 2023 | 2022年度香港電影編劇家協會大獎    | 年度推薦劇本獎                   | 《正義迴廊》                                                | 獲獎 |
| 2023 | 2022年度香港電影編劇家協會大獎    | 年度最佳電影角色獎               | 麥沛東                                                      | 提名 |
| 2023 | 第16屆亞洲電影大獎                | 最佳新演員                       | 麥沛東                                                      | 獲獎 |
| 2023 | 2022年度香港電影導演會年度大獎    | 新晉導演獎                       | 何爵天                                                      | 獲獎 |
| 2023 | 第一屆香港網絡影評人HIGHLIGHT大獎 | 最HIGHLIGHT導演                  | 何爵天                                                      | 獲獎 |
| 2023 | 第一屆香港網絡影評人HIGHLIGHT大獎 | 最HIGHLIGHT新導演                | 何爵天                                                      | 獲獎 |
| 2023 | 第一屆香港網絡影評人HIGHLIGHT大獎 | 最HIGHLIGHT電影                  | 《正義迴廊》                                                | 獲獎 |
| 2023 | 第一屆香港網絡影評人HIGHLIGHT大獎 | 最HIGHLIGHT劇本                  | 譚廣源、葉偉平、梁永豪                                      | 獲獎 |
| 2023 | 第一屆香港網絡影評人HIGHLIGHT大獎 | 最HIGHLIGHT男主角                | 麥沛東                                                      | 獲獎 |
| 2023 | 第一屆香港網絡影評人HIGHLIGHT大獎 | 最HIGHLIGHT女配角                | 楊詩敏                                                      | 獲獎 |
| 2023 | 第6屆MOVIE6全民票選電影大獎       | 最佳女配角                       | 楊詩敏                                                      | 獲獎 |
| 2023 | 第6屆MOVIE6全民票選電影大獎       | 最佳電影                         | 《正義迴廊》                                                | 獲獎 |
| 2023 | 第6屆MOVIE6全民票選電影大獎       | 最佳海報                         | 《正義迴廊》                                                | 提名 |
| 2023 | 第6屆MOVIE6全民票選電影大獎       | 最佳導演                         | 何爵天                                                      | 獲獎 |
| 2023 | 第6屆MOVIE6全民票選電影大獎       | 最佳新導演                       | 何爵天                                                      | 獲獎 |
| 2023 | 第6屆MOVIE6全民票選電影大獎       | 最佳男主角                       | 麥沛東                                                      | 提名 |
| 2023 | 第6屆MOVIE6全民票選電影大獎       | 最佳女主角                       | 蘇玉華                                                      | 提名 |
| 2023 | 第6屆MOVIE6全民票選電影大獎       | 最佳男配角                       | 林海峰                                                      | 提名 |
| 2023 | 第6屆MOVIE6全民票選電影大獎       | 最佳原創電影歌曲                 | 《活誰的命》 作曲：馮之行、黃力勤 填詞：冬誠𤍤 主唱：洪嘉豪 | 提名 |
| 2023 | 第41屆香港電影金像獎              | 最佳電影                         | 《正義迴廊》                                                | 提名 |
| 2023 | 第41屆香港電影金像獎              | 最佳導演                         | 何爵天                                                      | 提名 |
| 2023 | 第41屆香港電影金像獎              | 新晉導演                         | 何爵天                                                      | 獲獎 |
| 2023 | 第41屆香港電影金像獎              | 最佳編劇                         | 譚廣源、葉偉平、梁永豪                                      | 提名 |
| 2023 | 第41屆香港電影金像獎              | 最佳男主角                       | 麥沛東                                                      | 提名 |
| 2023 | 第41屆香港電影金像獎              | 最佳男主角                       | 楊偉倫                                                      | 提名 |
| 2023 | 第41屆香港電影金像獎              | 最佳女主角                       | 蘇玉華                                                      | 提名 |
| 2023 | 第41屆香港電影金像獎              | 最佳男配角                       | 林海峰                                                      | 提名 |
| 2023 | 第41屆香港電影金像獎              | 最佳女配角                       | 楊詩敏                                                      | 提名 |
| 2023 | 第41屆香港電影金像獎              | 最佳攝影                         | 梁祐暢                                                      | 提名 |
| 2023 | 第41屆香港電影金像獎              | 最佳剪接                         | 李謙明、張釗、石繕滎                                        | 獲獎 |
| 2023 | 第41屆香港電影金像獎              | 最佳美術指導                     | 麥芷筠                                                      | 提名 |
| 2023 | 第41屆香港電影金像獎              | 最佳音響效果                     | 杜篤之、江宜真                                              | 提名 |
| 2023 | 第41屆香港電影金像獎              | 最佳視覺效果                     | 王重治                                                      | 提名 |
| 2023 | 第41屆香港電影金像獎              | 最佳原創電影音樂                 | 馮之行                                                      | 提名 |
| 2023 | 第41屆香港電影金像獎              | 最佳原創電影歌曲                 | 《活誰的命》 作曲：馮之行、黃力勤 填詞：冬誠𤍤 主唱：洪嘉豪 | 提名 |

## 外部連結
- 正義迴廊的Facebook專頁
- 正義迴廊的Instagram帳戶
- 香港影庫上《正義迴廊》的資料（繁體中文）
- 豆瓣电影上《正義迴廊》的資料 （简体中文）
- 互联网电影数据库（IMDb）上《正義迴廊》的资料（英文）